# Decetia capetusaria
Decetia capetusaria är en fjärilsart som beskrevs av Walker 1860. Decetia capetusaria ingår i släktet Decetia och familjen Uraniidae. Inga underarter finns listade i Catalogue of Life.